# على الخط (فلم)
على الخط  On the Line هو فيلم إثارة لعام 2022 من تأليف وإنتاج وإخراج روموالد بولانجر وبطولة ميل جيبسون.

## الطاقم
- ميل جيبسون في دور الفيس
- كيفن ديلون في دور جاستن
- إنريكي آرس في دور توني
- وليام موسلي في دور ديلان
- نادية فارس بدور سام دوبوا
- بول سبيرا في دور جاري ، جيمس

## إنتاج
بدأ التصوير في باريس في 9 يونيو 2021.

## الإصدار
في مايو 2022 ، تم الإعلان عن حصول مجموعة صبان كابيتال على حقوق الولايات المتحدة للفيلم ، والذي تم إصداره في نوفمبر 2022.

## الاستقبال
حصل الفيلم على نسبة موافقة 8٪ على موقع  المراجعة روتن توميتوز بناءً على 12 مراجعة.

## روابط خارجية
- على الخط  في قاعدة بيانات الأفلام على الإنترنت (بالإنجليزية)